# Orejitas a cuadros
Orejitas a cuadros (en húngaro: A kockásfülű nyúl, «El conejo con orejas a cuadros») es una serie de animación húngara de 1977, creada por Veronika Marék y Zsolt Richly y producida por Pannonia Film para la televisión pública Magyar Televízió.
Está protagonizada por un simpático conejo verde que duerme dentro de un baúl y es capaz de volar gracias a sus largas orejas a cuadros. Desde su ático puede ver con un catalejo a sus amigos, los niños Kriszta, Menyus, Kistofi y Mozdony, a quienes tratará de ayudar si tienen algún problema.
La serie está dirigida al público infantil y se caracteriza por no tener diálogos: cada episodio cuenta con una banda sonora orquestal dirigida por Árpád Balázs. En total se hicieron 26 capítulos de siete minutos, repartidos en dos temporadas desde 1977 hasta 1979. Además de Hungría y el bloque del Este, ha sido emitida en varios países hispanohablantes. A nivel internacional está considerada una de las series más emblemáticas de la animación magiar.